# KPG 239
| KPG 239 NGC 3286 und NGC 3288 | KPG 239 NGC 3286 und NGC 3288 | KPG 239 NGC 3286 und NGC 3288 |
| --- | ----------------------------- | ----------------------------- |
| |                               |                               |
| KPG 239A (NGC 3286) oben und KPG 239B (NGC 3288) unten (SDSS-Aufnahmen)                                                                                   |                               |                               |
| Beobachtungsdaten Äquinoktium: J2000.0, Epoche: J2000.0                                                                                                   |                               |                               |
| Sternbild | Ursa Major                    | Ursa Major                    |
| Rektaszension | 10h 36m,4                     | 10h 36m,4                     |
| Deklination | +58° 35′                      | +58° 35′                      |
| Scheinbare Helligkeit (V-Band) | A                             | ca. 13,6 mag                  |
| Scheinbare Helligkeit (V-Band) | B                             | ca. 13,8 mag                  |
| Scheinbare Helligkeit (B-Band) | A                             | ca. 14,3 mag                  |
| Scheinbare Helligkeit (B-Band) | B                             | ca. 14,5 mag                  |
| Physikalische Daten |                               |                               |
| Heliozentrische Radialgeschwindigkeit | A                             | (8094 ± 47) km/s              |
| Heliozentrische Radialgeschwindigkeit | B                             | (8151 ± 56) km/s              |
| Entfernung | ca. 110 Mpc                   | ca. 110 Mpc                   |
| Katalogeinträge |                               |                               |
| KPG 239A / NGC 3286: CGCG 290-56 • MCG +10-15-112 • PGC 31433 KPG 239B / NGC 3288: UGC 5752 • CGCG 290-57 • MCG +10-15-114 • PGC 31446 • IRAS F10332+5849 |                               |                               |

KPG 239 (auch CPG 239) ist ein Galaxienpaar im Sternbild Ursa Major rund 110 Millionen Parsec entfernt. Das Paar besteht aus zwei durch etwa 4 Bogenminuten voneinander getrennten Galaxien mit ähnlicher scheinbarer Helligkeit. Das Paar bildet kein isoliertes System, sondern es befinden sich diverse weitere Galaxien in demselben Feld, unter denen diese beiden am deutlichsten hervorstechen.
Die nördlichere Komponente, KPG 239A oder NGC 3286, wird als elliptische bis lentikuläre Galaxie (E3/S0 pec) klassifiziert, während die südlichere, KPG 239B oder NGC 3288, als Spiralgalaxie (Sb pec) klassifiziert wird. Bei KPG 239B fällt ein bogenförmig nach Süden auslaufender Spiralarm auf. Bei KPG 239A handelt es sich um eine starke Röntgenquelle.